# فكتور زيمين
فكتور زيمين هو مدرب كرة قدم ولاعب كرة قدم روسي، ولد في 4 مارس 1950. لعب مع دينامو بريانسك.